# Nudo cuadrado
Nudo cuadrado o nudo japonés (en inglés Friendship Knot) es un nudo decorativo de origen chino que se utiliza para atar nudos de rizo, pañuelos de cuello y cuerdas de seguridad.

## Historia y uso

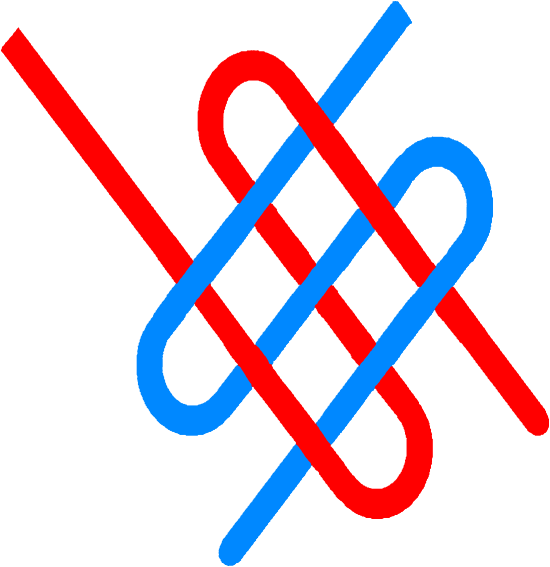
Nudo cuadrado o nudo japonés

Este es uno de los once nudos básicos de la tradición china de nudos, un arte que comenzó en la Dinastía Tang y la Dinastía Song (960-1279 d. C.) en China. Los nombres chinos y japoneses para este nudo se basan en la forma del ideograma del número diez, que tiene la forma de una cruz. En el El Libro Ashley de Nudos, publicado por primera vez en 1944, definen a este nudo como «un lazo decorativo chino que se emplea comúnmente como un pañuelo de cuello Lanyard Knot por ser bello y seguro». En los últimos años se ha hecho popular entre los miembros de los scouts y de otros movimientos que lo han elegido para atar sus pañuelos de cuello en lugar de utilizar un nudo Gilwell.